# Caligo fulgens
Caligo fulgens är en fjärilsart som beskrevs av Rothschild 1916. Caligo fulgens ingår i släktet Caligo och familjen praktfjärilar. Inga underarter finns listade i Catalogue of Life.